# Tuș

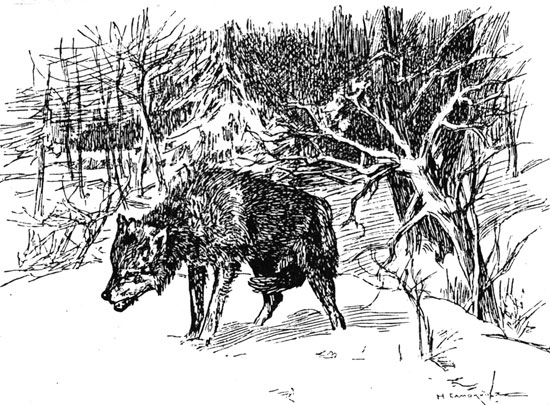
Lup
Nikolai Samokiș
(desen în tuș)

Tușul este o cerneală specială, rezistentă la apă, folosită în desen, la aplicarea ștampilelor, în poligrafie etc. Cel mai adesea este de culoare neagră, obținut din negru de fum.
Acesta este amestecat cu apă și cu un stabilizator, de exemplu gelatină sau șelac.